# Munku Sardyk
Munku Sardyk (rusky Мунку-Сардык) je nadmořskou výškou 3492 metrů nejvyšší horou pohoří Sajany, horského systému ve střední Asii, který se nachází na rozhraní Ruska a Mongolska, v Burjatsku, severovýchodně od pohoří Altaj.
Vrchol hory se nachází na hranici Ruska a Mongolska ve východní části pohoří Sajany, jižně od pramenů Oky a Irkutu, které ústí do Angary. Jižně od hory se nachází v Mongolsku jezero Chövsgöl núr.